# Trichorhina silvestrii
Trichorhina silvestrii là một loài chân đều trong họ Platyarthridae. Loài này được Arcangeli miêu tả khoa học năm 1936.